# Juraj Njavro
Juraj Njavro (Cerovica, Neum, 2. srpnja 1938. – Zagreb, 15. rujna 2008.), bio je hrvatski liječnik, ministar u tri Vlade i saborski zastupnik u tri mandata.

## Životopis
Juraj Njavro rodio se je u Cerovici pokraj Neuma 1938. godine. Osnovnu školu završio je u rodnom mjestu, gimnaziju u Dubrovniku, a Medicinski fakultet u Zagrebu. U Zagrebu diplomirao je na Medicinskom fakultetu, a nakon toga završio je specijalizaciju i poslijediplomski studij opće kirurgije.
Nakon što je razmijenjen iz logora došao je u Zagreb gdje je ubrzo počeo raditi u bolnici u zagrebačkoj Dubravi na odjelu kirurgije. U mirovinu je otišao 22. prosinca 2003. godine.
Bio je član Programskog vijeća Hrvatske radiotelevizije. Bio je predsjednik "Udruge hrvatskih liječnika dragovoljaca Domovinskog rata 1990-1991".
O svojim ratnim i zatočeničkim danima dr. Njavro napisao je knjigu Glava dolje ruke na leđa (Quo Vadis, Zagreb, 1992., 180 str.).
Preminuo je 15. rujna 2008. godine, a pokopan je 18. rujna na zagrebačkom groblju Mirogoju uz ostale velikane.

## Vukovarska Ratna bolnica
Dr. Njavro u Medicinskom centru Vukovar počeo je raditi 1969. godine a 1991. godine početkom Domovinskoga rata bio je na položajuu šefa vaskularne kirurgije vukovarske bolnice. Za vrijeme bitke za Vukovar i opsade grada bio je zapovjednik ratnog saniteta općine Vukovar.
U javnosti je postao poznat kao legendarni kirurg i heroj vukovarske bolnice, u kojoj je ostao do kraja opsade grada u Domovinskom ratu, 1991. godine, nakon čega je s dijelom hrvatskih branitelja i civila, zatočen u srpskom koncentracijskom logoru u Srijemskoj Mitrovici.

## Politička djelatnost

### Hrvatski sabor
Nakon oslobođenja iz srpskog zatočeništva kao član HDZ-a 1992., zatim 1995., te još jednom 2000. godine izabran je za zastupnika u Hrvatskome saboru.

### Vlada RH
U Vladi Hrvoja Šarinića (1992. – 1993.) bio je ministar zdravstva, u Vladi Nikice Valentića (1993. – 1995.) obnašao je dužnost ministra za humanitarna pitanja, a bio je i na položaju ministra hrvatskih branitelja Domovinskog rata u Vladi Zlatka Mateše (1996. – 1997.).

## Nagrade, priznanja i odličja
- Nositelj je mnogih odličja, priznanja i zahvalnica, a sam je posebno isticao priznanje Medicinskog fakulteta Sveučilišta u Zagrebu "Medicina - za humanost i etičnost"
- 1995.: Red kneza Domagoja s ogrlicom[5]
- Red Danice hrvatske s likom Katarine Zrinske[4]

## Spomen
- 2010.: Spomen-poprsje dr. Jurja Njavre, rad akademskoga kipara Mladena Mikulina, postavljeno je pokraj upravne zgrade vukovarske Opće bolnice.[6]
- 2022.: Prigodom obilježavanja 31. obljetnice obrane Vukovara na pročelju Nacionalne memorijalne bolnice Vukovar ministar branitelja Tomo Medved i sin Dario Njavro otkrili su spomen-ploću te je bolnica odlukom Vlade Republike Hrvatske preimenovana u Nacionalnu mamorijalnu bolnicu „dr. Juraj Njavro” Vukovar.[7]

## Vanjske poveznice
- Oproštajno pismo Zbora braniteljskih udruga Grada Zagreba doktoru Jurju Njavri, hkv.hr